# محمد صلاح مطر
محمد صلاح عبد الله محمد مطر (ولد في 20 مارس 1996 في المحرق، البحرين) لاعب كرة قدم بحريني يجيد اللعب في مركز قلب الدفاع. يلعب حاليا لصالح البسيتين البحريني منذ 2019.